# 高松神社
高松神社（たかまつじんじゃ）は、静岡県御前崎市の神社である。近代社格制度における社格は県社。

## 概要
静岡県御前崎市門屋に鎮座する神社である。文武天皇の命により創建され、熊野三山から勧請された。伊弉冊尊、速玉男命、亊解男命の3柱を祀っており、静岡県御前崎市門屋、合戸、塩原新田、菊川市河東の住民を氏子としている。文武天皇により同時に創建された静岡県掛川市の三熊野神社、小笠神社とともに「遠州の熊野三山」とも称され、創建以来、熊野信仰を背景に周辺地域からの信仰を集めた。

## 祭神
- 伊弉冊尊[2]
- 速玉男命[2]
- 亊解男命[2]

## 歴史

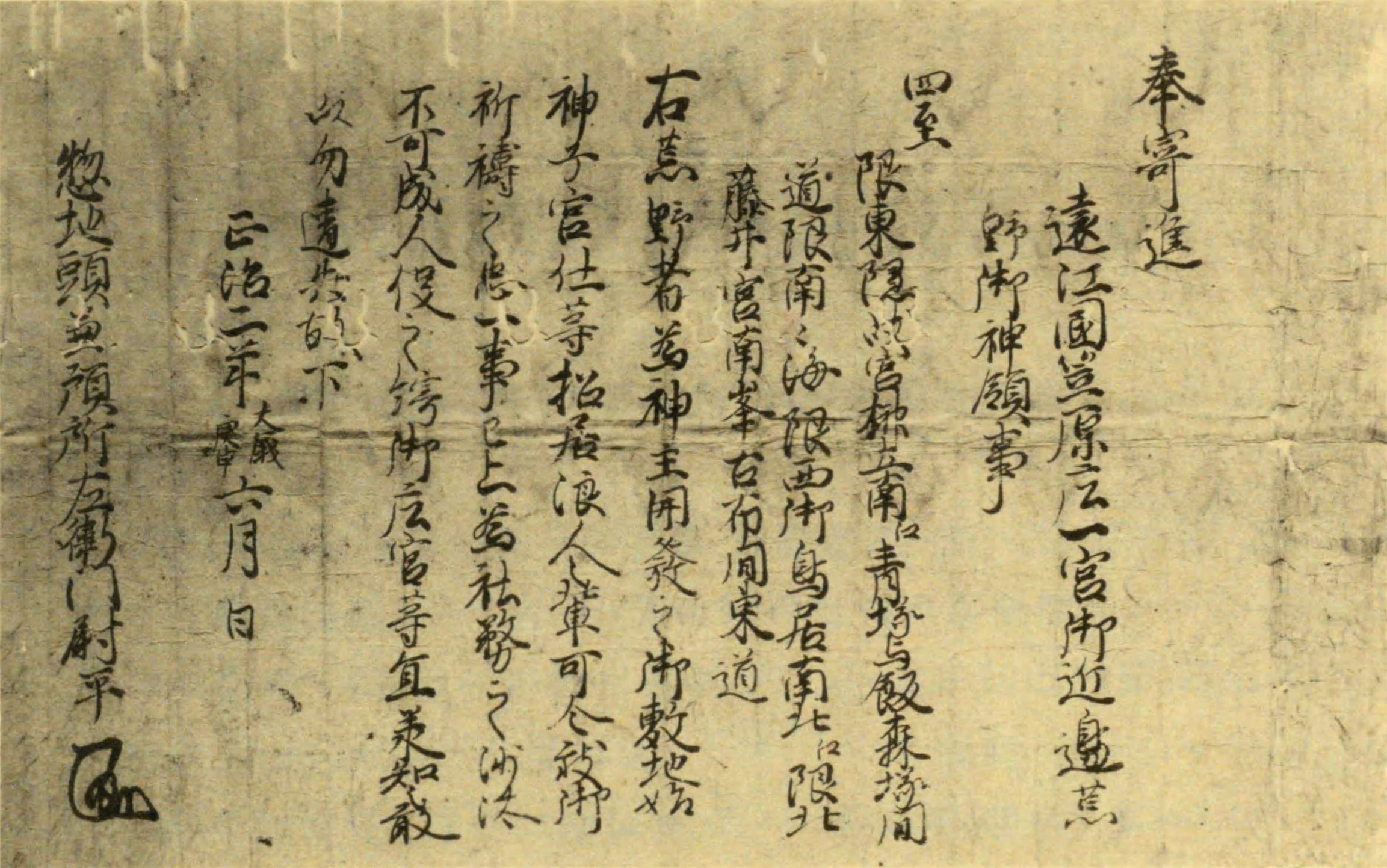
佐原義連による神領の寄進状（『惣地頭兼預所平十郞左衛門尉神領寄進狀』正治2年6月、個人蔵）。「遠江國笠原庄一宮近邊荒・野御神領事。」と記されており「惣地頭兼預所左衛門尉平」と署名されている

文武天皇の命により701年（旧暦大宝元年9月）に創建されたとされている。文武天皇の夫人である藤原宮子が熊野三山に対して安産を祈願したところ、無事に首皇子を産むことができた。これを受けて、文武天皇は東方に3つの神社を建て、そこに熊野三山の神々を祀ることにした。宮地についてさまざまな検討がなされたのち、遠江国城飼郡西大渕村に三熊野神社、城飼郡門屋村に高松神社、城飼郡入山瀬村に小笠神社が建てられることになった。
三熊野神社、高松神社、小笠神社に祭神を勧請する際には、熊野三山から海上を船で移動することになった。701年（旧暦大宝元年8月）、遠江国城飼郡合戸村の砂浜に船が到着し、その翌日に祭神は仮殿に遷座した。その後、各神社の本殿が完成すると、祭神は本殿に遷座した。なお、熊野三山は熊野本宮大社、熊野速玉大社、熊野那智大社の3社で構成されているが、三熊野神社は熊野本宮大社に、高松神社は熊野速玉大社に、小笠神社は熊野那智大社に、それぞれ対応している。
その後、高松神社は多くの信仰を集めることになった。源頼朝が伊豆国に配流される際にも、高松神社に祈願したという。後年、頼朝は鎌倉幕府を開くに至ると、代官を高松神社に差し向けて代参させたという。
近代社格制度の下では県社とされており、鳥居の近くに建てられた石柱にも「縣社高松神社」と刻まれている。

## 境内

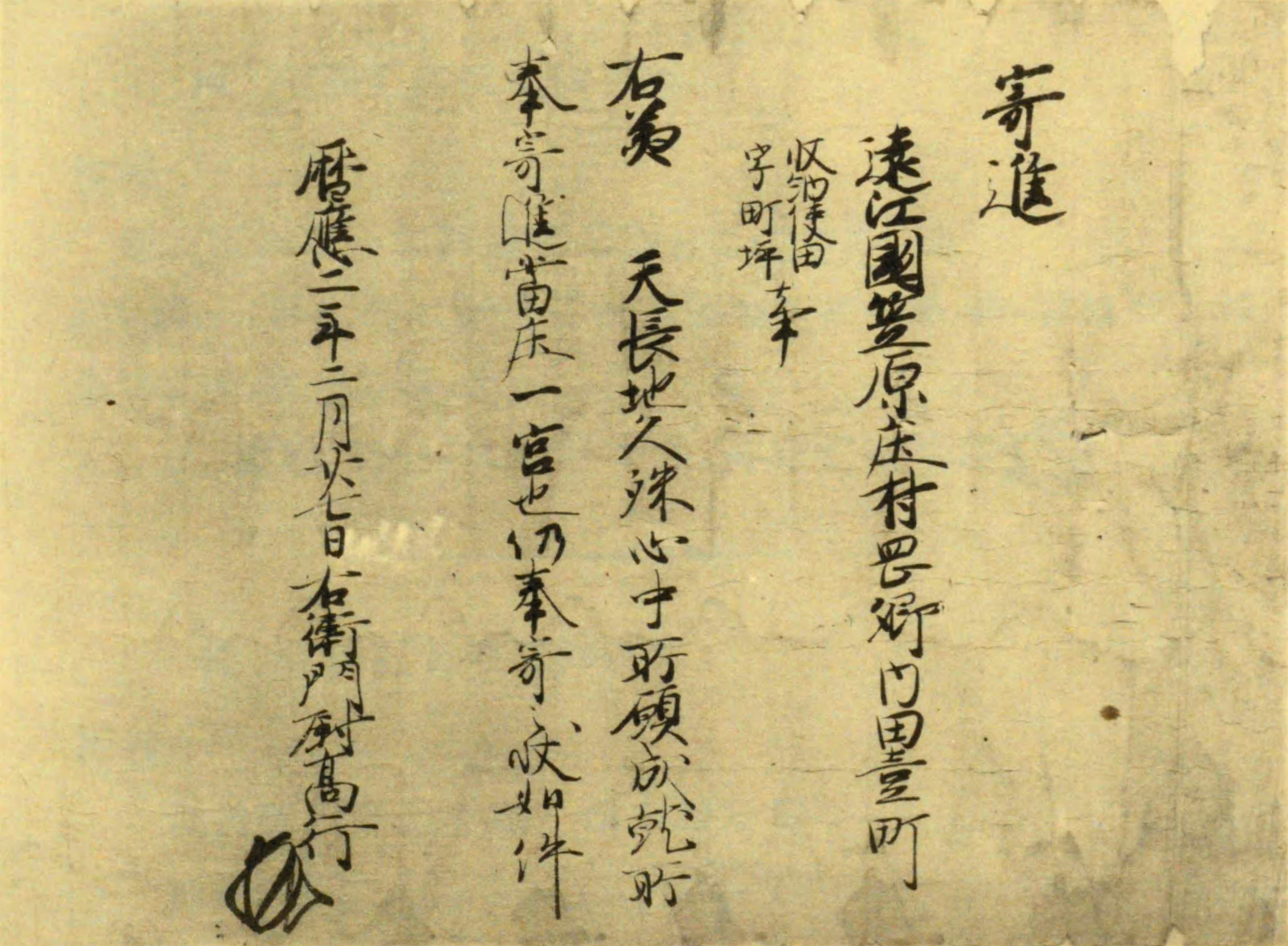
右衛門尉高行による神領の寄進状（『右衛門尉高行寄進狀』暦応2年2月27日、個人蔵）。「遠江國笠原庄村岡鄕內田壹町。」を寄進すると記されている

高松神社の境内には「高松緑の森公園」が隣接している。また、神社周辺の高松山は御前崎遠州灘県立自然公園に指定されるなど緑が多く残る地域であり、御前崎市役所では都市計画にて神社一帯の自然環境保護を推進する方針を発表している。

## 祭事・年中行事
例祭は毎年10月の第2土曜日に行われる。その際は、氏子らによる奉納相撲が行われる。また、2001年には「高松神社千三百年祭」が行われたが、これは創建から1300年が経過した記念に催されたものである。

## 氏子区域
- 静岡県御前崎市門屋[5]
- 静岡県御前崎市合戸[5]
- 静岡県御前崎市塩原新田[5]
- 静岡県菊川市河東[5]

## ギャラリー

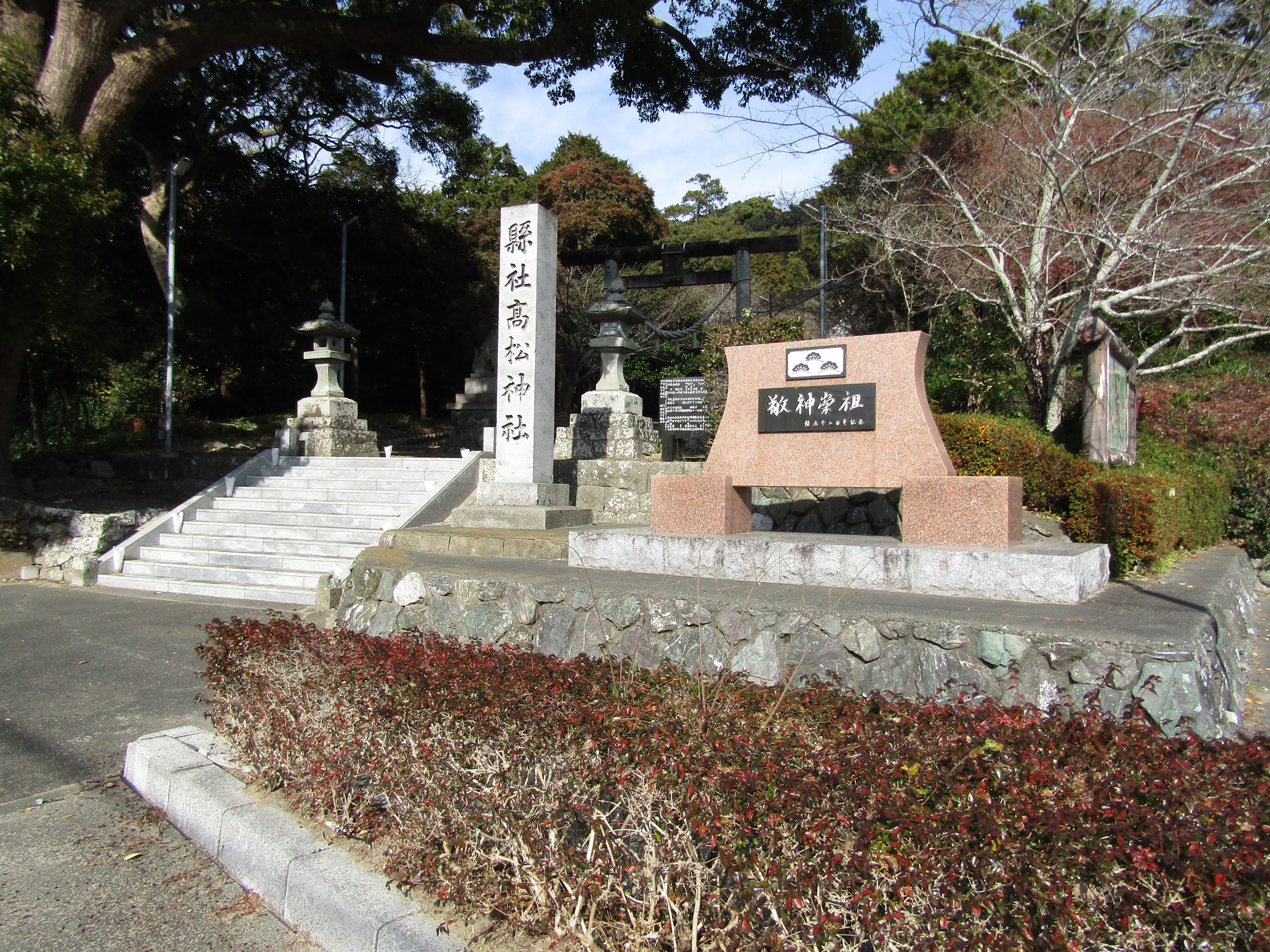
「縣社高松神社」と書かれた石碑
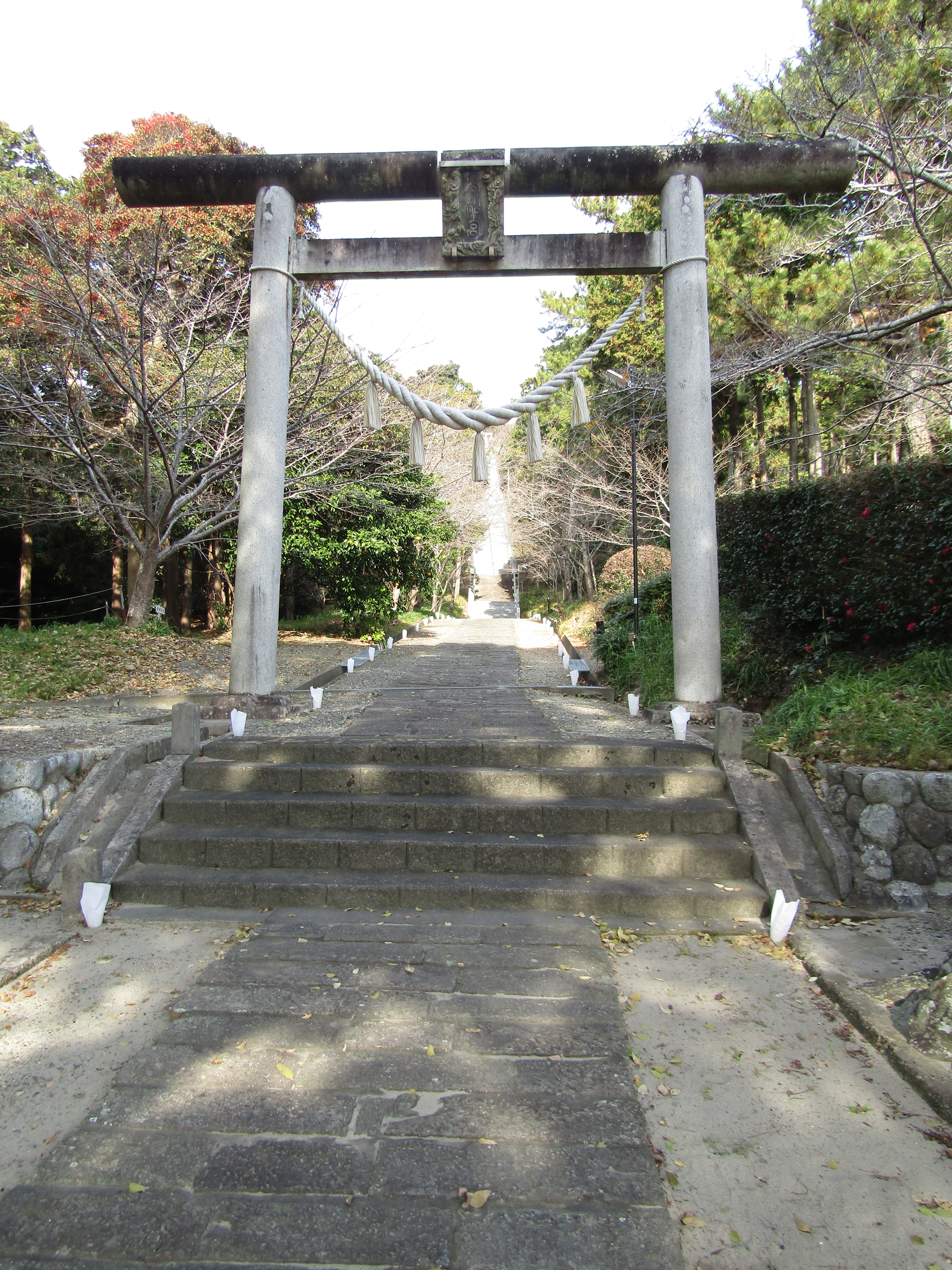
鳥居
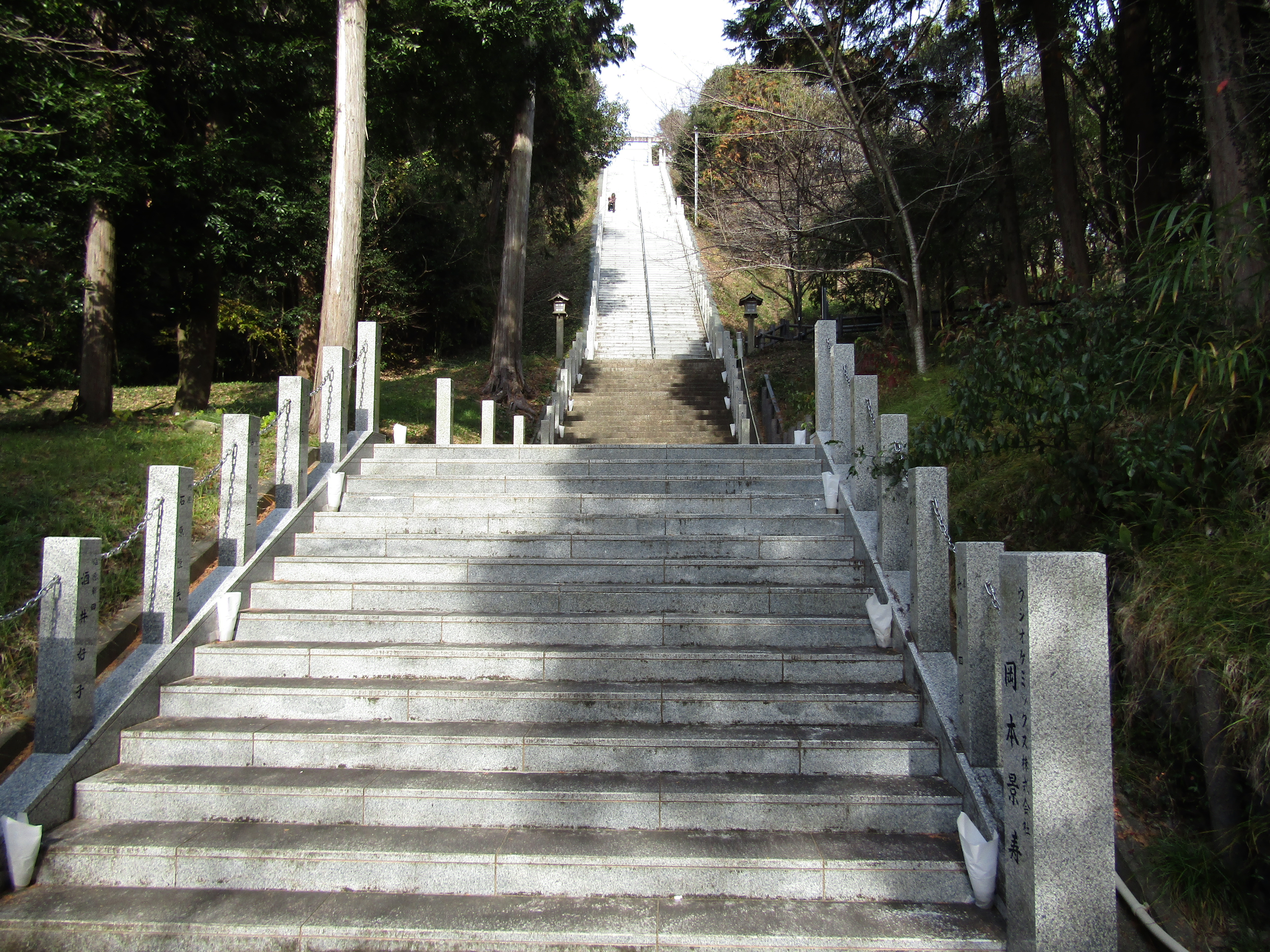
石段
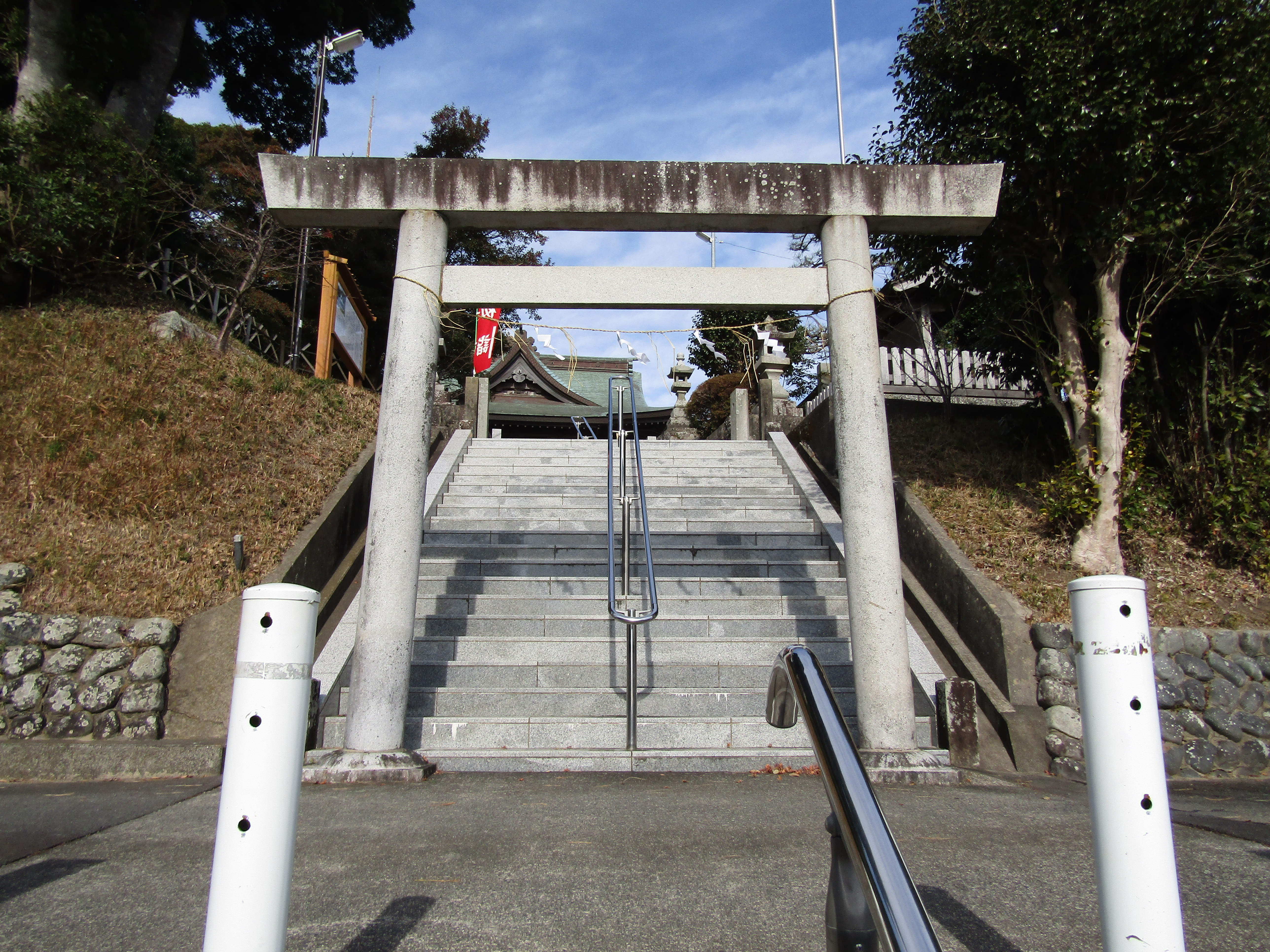
鳥居
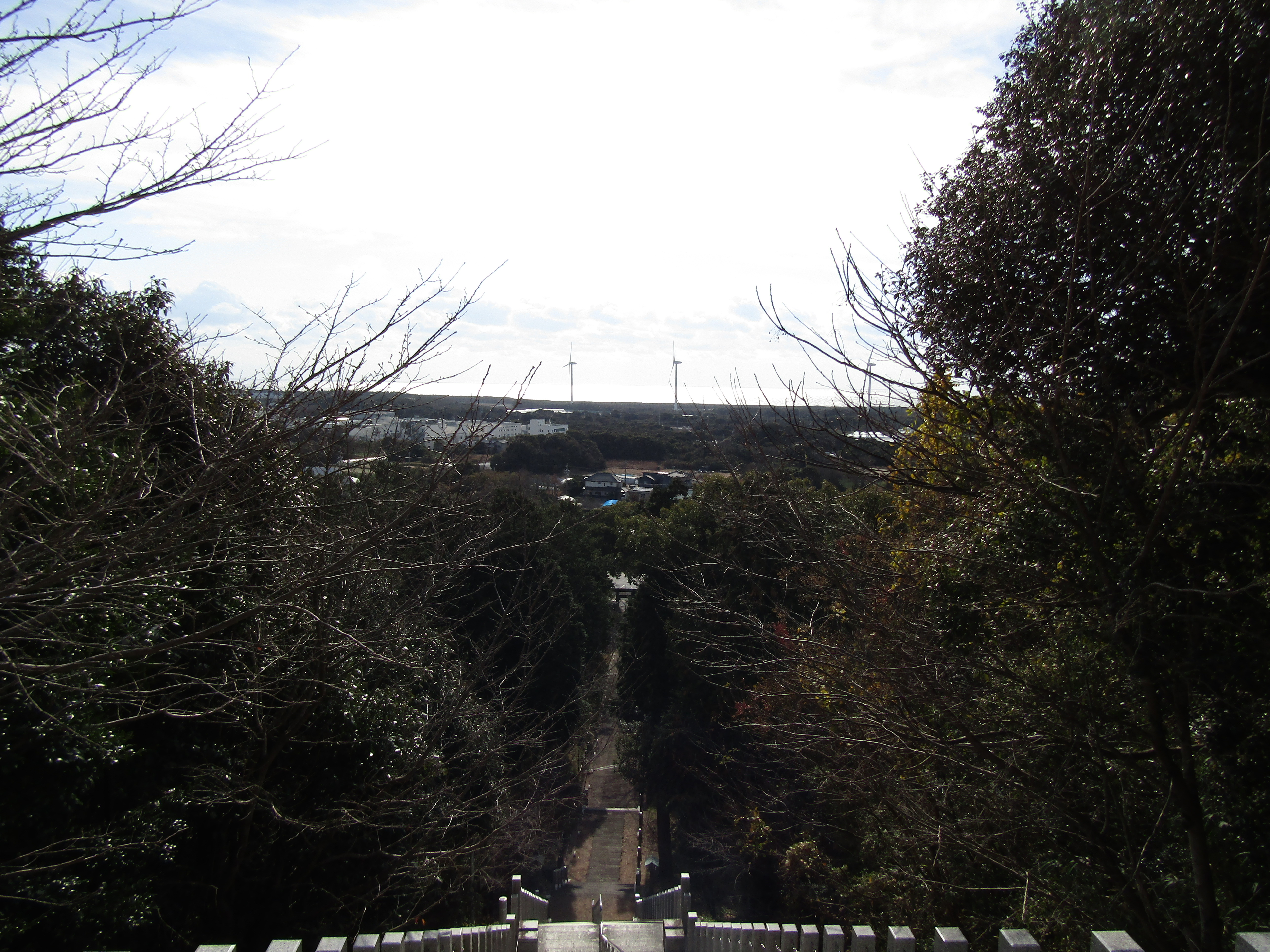
風景

## 関連人物
- 文武天皇